# 2017-es zsobári offenzíva
A 2017-es zsobári offenzíva a Szíriai Arab Hadsereg és szövetségesei által a felkelők állásai ellen Damaszkusz keleti külterületein, nagyrészt Zsobár és Ayn Tarma belsejében indított katonai hadművelet volt.

## Előzmények
Damaszkusz keleti felén Zsobár maradt az utolsó nagyobb, felkelői kézen lévő terület, miután az Hadsereg Ábún és Barzeh kerületeket 2017. május elején visszafoglalta.
2017. június 14. és 18. között a Szíriai Arab Légierő több tucatnyi légi és tüzérségi támadást indított Zsobárban, hogy felkészüljenek erre az offenzívára.

## Az offenzíva
Június 20-án a kormány csapatai egy nagyobb katonai hadműveletet indítottak Zsobárban, Damaszkusz egyik keleti külvárosában, abban a reményben, hogy elfoglalja ezt a régóta a felkelők kezén lévő területet. A szárazföldi támadások megindítása előtt az orosz és a szíriai légierő célba vette Zsobárban a felkelők állásait Zsobár, Ayn Tarma és Zamalka területén, ahol a hajnalhasadta előtti óráktól kezdve heves bombázásokat indítottak. Június 21-én a hírek szerint a hadsereg mind Zsobárban, mind Ain Terma környékén szerzett meg területeket. A Szíriai Emberi Jogi Hálózat helyi aktivisták beszámolóira hivatkozva azt közölte, hogy június 22-én vegyi támadást indítottak Zsobár északi részén.
Június 24-én a Szíriai Hadsereg elfoglalta az al-Rahman Légiótól Ayn Tarma völgyét és Ayn Tarma város déli felét. Június 26-án visszaverték a felkelők egyik ellentámadását. Június 28-n a Szíriai Hadsereg behatolt Ayn Tarma belsejébe, biztosították a Sunbul Töltőállomás és az Ayn Tarma Garázs környéki területeket, miközben Zsobár Taybah kerületben több helyet is megszereztek a Nagy Mecset mellett.
Június 29-én a Szíriai Hadsereg majdnem az összes épületet ellenőrzése alatt tudhatta a Sunbul Töltőállomás környékén, és elfoglalta az Ayn Tarma Csomópontot, így elvágta a Zsobárba tartó legnagyobb felkelői utánpótlási útvonalat. Július 2-án a Köztársasági Gárda 105. dandárja nagyjából 15 háztömböt elfoglalt az M5 országút mentén, majd elfoglalta Ayn Tarma déli kerületeinek nagy részét. Az al-Rahman Légió és az SOHR is azt mondta, hogy Ayn Tarma területén klórgázos támadást hajtottak végre. A Szíruiai Hadsereg szerint ez csak védekezés volt a felkelők részéről, hogy ezzel igazolják a veszteségeiket.
Július 5-én a Szíriai Hadsereg ismét hadműveletet kezdett Zsobár és Ayn Tarma területén, ahol Taybah területen több pontot is elfoglaltak, később az Ayn Tarma Háromszöget is megszerezték. Ezzel egy időben a Jaysh al-Islam kihasználta a lehetőséget, és lerohanta Beit Sawa és Al-Ashari városokat. Négy nappal később a hadsereg elérte az Ayn Tarma Háromszög közepét, és megindult északra.  Ayn Tarma, Hazzah és Zamalka területén július közepén tovább folyt a harc a zsobári offenzíva keretei között, ahol sok áldozat lett.
Július 22-én Egyiptom közreműködésével Kelet-Gútában tűzszünetet kötöttek Oroszország, a Jaysh al-Islam és a Szíriai Holnap Mozgalom között. A tűzszünetből azonban kizárták a Rahman Légiót és a Tahrir al-Sham szervezeteket. Másnap Ayn Tarma, Harasta, Arbeen és Douma területét is több találat érte. A Rahman Légió és a Szíriai Arab Hadsereg között július 25. és 26. között bontakoztak még ki harcok.
Augusztus 8-án tovább fokozódtak a harcok Ayn Tarma és más kerületek részein is Kelet-Damaszkuszban. A Rahman Légió a Szíriai Arab Hadsereg több harckocsiját is megtámadta a fronton. Augusztus 9-ig a kerületben több tucatnyi légi és tüzérségi találat érte a felkelők állásait.
Augusztus 12-én azt jelentették, hogy a Hadsereg előretört az al-Manasher Körforgalomnál, és Zsobár Arab Kerületében. Másnap azonban a felkelők egyik csatornabombájának a felrobbanása következtében 16-20 katona meghalt Zsobár kerületben. A Szíriai Hadsereg augusztus 14-én újabb területeket szerzett meg, mikor az al-Manasher körforgalomtól délre is elkezdtek terjeszkedni, és a Zsobári Sportháztól keletre is több háztömböt elfoglaltak.

## Következmények – Folytatódó harcok
A Szíriai Hadsereg augusztus végén és szeptember elején továbbra is bombázta Kelet-Gúta és Ríf Dimask kormányzóság városait és falvait, emellett Zsobár és Ayn Tarma mellett folytak a szárazföldi akciók is.
2017. szeptember 25-én a Köztársasági Gárda és a 4. Fegyveres Osztag azt jelentette, hogy áttörte a felkelők védvonalát Zsobár és Ayn Tarma között, aminek következtében elfoglaltak 30 épülettömböt, melyek közül a hírek szerint a felkelők többet megsemmisítettek, nehogy a hadsereg használhassa azokat. Az SOHR arról számolt be, hogy szeptember 26-án heves támadások érték Zsobár egyik beépített részét. Szeptember 27-én Rahman Légió harcosai közül többeket megsebesített, másokat megölt egy előre eltervezett katonai rajtaütés, miközben ők egy nyílt útvonalon haladtak át Ayn Tarma területén a frontvonal közelében. Másnap a Rahman Légió egy földalatti alagútrendszert robbantott fel, ami hatalmas pusztításokat okozott Ayn Tarma nyugati felén, a Szíriai Hadsereg kötelékéből pedig 45 ember meghalt, több tucatnyian pedig megsérültek. Ezután egészen október 15-ig nem voltak harcok, amikor viszont a felkelők harcosai elkezdték lőni Damaszkusz Óvárosát, miközben négy embert megöltek, kilencet pedig megsebesítettek. Erre válaszul a Szíriai Légierő légi támadásokat indított Misraba, Saqba és Ayn Tarma ellen.

## További olvasmányok
- Abby Sewell "Just outside Syria's capital, a battle still rages over one of the last rebel-held enclaves" Los Angeles Times 31 August 2017